# Буден
Буден (на шведски: Boden) е град в североизточна Швеция, лен Норботен. Главен административен център на едноименната община Буден. Разположен е около устието на река Люлеелвен. Намира се на около 760 km на североизток от централната част на столицата Стокхолм и на 30 km на северозапад от главния град на лена Люлео. Получава статут на град през 1919 г. ЖП възел, има летище. Населението на града е 18 277 жители според данни от преброяването през 2010 г.

## Спорт
Представителният футболен отбор на града се казва Буденс БК. Дългогодишен участник е в Шведската лига Суперетан.

## Побратимени градове
- Оулу, Финландия
- Хаккяри, Турция